# Maurice Trouwborst
Maurice Trouwborst (1981) is een Nederlands regisseur, schrijver en editor. Trouwborst studeerde aan de Hogeschool voor de Kunsten in Utrecht.
In 2021 ging Trouwborsts speelfilm debut 'Captain Nova' in première op Cinekid, waar het de openingsfilm was.

## Filmografie
Maurice Trouwborst heeft meegewerkt aan de volgende films en series:
| Jaar | Naam film/serie              | Functie                 |
| ---- | ---------------------------- | ----------------------- |
| 2024 | Schitterend                  | Regie                   |
| 2021 | Captain Nova                 | Scenario, Regie         |
| 2020 | De regels van Floor 3        | Regie                   |
| 2019 | De regels van Floor 2        | Regie, Still fotografie |
| 2019 | Random shit                  | Scenario, Regie         |
| 2018 | De regels van Floor          | Regie                   |
| 2017 | Zenith                       | Regie                   |
| 2016 | De pedaalriddel              | Montage                 |
| 2012 | One Night Stand VII - Urfeld | Regie                   |
| 2005 | Primitive Notion             | Camera                  |

## Prijzen
- Captain Nova (2021) Lion Awards voor beste kinderfilm
- Regels van Floor 1 (2020) Emmy Kids Award[3]